# Carrow Road
Carrow Road est un stade de football situé à Norwich. C'est le stade de l'équipe de Norwich City Football Club.
Sa capacité actuelle est de 27 244 places. Cette enceinte sportive a été inaugurée en 1935.

## Histoire
Son record d'affluence est de 43 984 spectateurs, le 30 mars 1963 lors d'un match Norwich City-Leicester.
À noter que Carrow Road est aussi le siège du club.

## Galerie

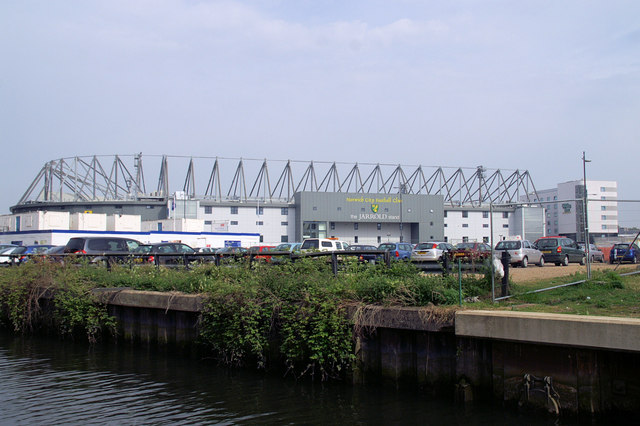
Carrow Road